# Hans von Geisau
Hans von Geisau (eigentlich Johannes Franz August von Geisau; * 16. Juni 1889 in Lüneburg; † 13. März 1972 in Warburg) war ein deutscher Altphilologe und Gymnasiallehrer.

## Leben
Hans von Geisau legte sein Abitur am Matthias-Claudius-Gymnasium in Wandsbek im Jahre 1908 ab. Er studierte von 1908 bis 1912 Klassische Philologie und Geschichte an der Universität Münster mit einem einjährigen Studienaufenthalt im Wintersemester 1909 und Sommersemester 1910 in Berlin. Er wurde 1912 in Klassischer Philologie mit der Dissertation De Apulei syntaxi poetica et Graecanica commentatio philologica promoviert.
Danach trat Hans von Geisau in den Schuldienst, zunächst als Lehramtsanwärter am Gymnasium Theodorianum in Paderborn (1912/1913) und am Realgymnasium Hattingen (1914/1915). Anschließend war er Hilfslehrer in Hattingen (1915) und am Gymnasium Paulinum in Münster (1916). 1918 legte er zusätzlich die Lehramtsprüfung für Französisch ab. 1919 wurde er Oberlehrer am Gymnasium Gelsenkirchen.
1921 heiratete Hans von Geisau Berta Maria Kress, * 1889 in Dortmund. Sie hatten drei Kinder: Mechtild, * 1922, Hans Otfried, * 1924 und Klaus, * 1926. Der ältere Sohn starb 1945 als Soldat.
Am 1. Oktober 1927 wurde Hans von Geisau Direktor am Warburger Humanistischen Gymnasium. Er war bis zu ihrer Auflösung durch die Nationalsozialisten 1933 Mitglied der Zentrumspartei und galt als aktiver und bekennender Katholik.

## Widerstand gegen das NS-System
Bereits 1932 gab es Beschuldigungen gegen Hans von Geisau als Direktor durch ein NS-Mitglied in Warburg und weitere, v. a. durch den von der NS eingesetzten Bürgermeister Otto Schlötel. Neben ihm wurden aus seinem Kollegium ebenfalls die Studienräte Potthast, Köhler und Teupe angezeigt. Ein staatlicher Untersuchungsausschuss, Abt. für höheres Schulwesen in Münster bestätigte 1933 die Vorwürfe: „Gymnasium als Hochburg des Zentrumsgeistes“, v. Geisau und Kollegium mit „negativer Einstellung gegenüber der Staatsregierung“, „politische Unzuverlässigkeit“, „Judenfreundlichkeit als Charaktermerkmal“ v. Geisaus, da jüdische Schüler (Fam. Cohn und Stamm) beschützt und Kinder „national gesinnter“ Eltern benachteiligt würden. So wurden Heinz Cohn kommunistische Texte in die Schultasche gesteckt, diese von der SA kontrolliert, die ihn misshandelte und im Keller des alten Rathauses in Haft nahm.
Geisau wurde am 5. September 1933 von seinem Direktorenamt zunächst beurlaubt und nach Rückstufung als Studienrat zwangsversetzt an das Gymnasium Laurentianum in Arnsberg, wo er einem Direktor mit NS-Mitgliedschaft und -Parteiämtern unterstellt war.
Für seine neuen Schüler war er einer von drei am Gymnasium tätigen „Abgebauten“, „Geschassten“. Man mutmaßte, seine „religiöse Einstellung“ sei ein wesentlicher Grund für seine „Degradierung“ und er sei ein „Gegner des Systems“. Auch hier schloss Hans von Geisau sich den Zielen der Schule, die Nationalismus, Rassismus, Antisemitismus, „Volksgemeinschaft“ und Kriegsvorbereitung verfolgten, gegen die Mehrheit des Kollegiums nicht an. Seinen Überzeugungen und Wertvorstellungen blieb er treu, woraus u. a. seine Zuwendung gegenüber Notleidenden und die Weigerung der NS-Partei beizutreten resultierten. Hans von Geisau stand, so Heiko Bewermeyer, stellvertretend für Menschen, die im Nationalsozialismus nicht weggeschaut haben, die sich von Angst, Bespitzelung, Bedrohung und Verhören nicht haben korrumpieren lassen.
1945 wurde Hans von Geisau erneut die Direktorenstelle des Gymnasiums in Warburg übertragen, die er bis zu seiner Pensionierung 1955 behielt. In seine Amtszeit fällt die Erneuerung der neuhumanistischen Schulkonzeption als christlich-humanistisches Gymnasium, die Umbenennung in Gymnasium Marianum und die Planung und der Beginn der grundlegenden Sanierung des historischen Klostergebäudes für Schulzwecke. Zu Beginn seiner neuen Amtszeit in Warburg konnten zunächst nur sechs Lehrer, die nicht NS-Mitglied waren, für die Wiedereinrichtung des Schulbetriebs eingesetzt werden. Die Schulgebäude wurden noch für ehemalige Kriegsgefangene und Zwangsarbeiter genutzt.

## Wissenschaftliches Wirken
Hans von Geisau war Autor altphilologischer Kommentare insbesondere lateinischer Autoren und Texte sowie Beiträgen zur griechischen Mythologie. Während seiner Zwangsbeurlaubung als Direktor verfasste er mehrere Bücher für den altsprachlichen Schulunterricht. Zudem schrieb er über 600 Beiträge für Paulys Realencyclopädie der classischen Altertumswissenschaft (RE) insbesondere über die griechische Mythologie. Nach seiner Pensionierung beschäftigte sich Hans von Geisau mit der Geschichte der Stadt Warburg, daraus entstanden mehrere Beiträge zum Beispiel zur Schlacht bei Warburg, Peter Hille usw.

## Verlegung eines Stolpersteins
Stolpersteine wurden im Rahmen des gleichnamigen Kunst-Projekts von Gunter Demnig in Warburg verlegt. Mit ihnen soll an Opfer des Nationalsozialismus erinnert werden, die in Warburg lebten und wirkten. Für Hans von Geisau wurde am 18. Oktober 2023 vor seinem Wirkungsort Gymnasium Marianum Warburg, Hinter der Mauer Süd, ein Stein verlegt (siehe Liste der Stolpersteine in Warburg). Er soll somit in Erinnerung bleiben, da er sich für Gerechtigkeit und Gleichberechtigung zur Zeit des NS-Regimes einsetzte. Hans von Geisau stand als Schulleiter dafür ein, dass alle Schüler und Schülerinnen jeglicher Glaubensrichtung und Konfession gleichbehandelt und unterrichtet wurden. Trotz Zwangsversetzung nach Arnsberg sowie persönlicher Rückschläge behielt er seine Courage. Die Einstellung Hans von Geisaus als Zeichen gegen ein totalitäres System, für Widerstand und gegen Antisemitismus bewegte die Teilnehmenden der Veranstaltung.
Das Gymnasium Marianum ist heute Teil des Netzwerks „Schule ohne Rassismus – Schule mit Courage“.

## Schriften
- De Apulei syntaxi poetica et Graecanica commentatio philologica. Dissertation eingereicht an der Universität Münster 1912.
- Präparationen auf sprachwissenschaftlicher Grundlage. [I.] Lateinische Autoren. Heft 18. Cicero, De re publica I. II. R. Oldenbourg, München und Berlin 1933.
- Vergil, Aeneis, zweites Buch. Oldenbourg-Verlag, München 1935.
- Zeugnisse Altroms; Inschriften, Redner, Historiker. Quelle & Meyer, Leipzig 1940.
- Ab urbe condita. Auswahl aus der 1. Dekade. (Lernmaterialien) von Livius. 3. Aufl. F. Schöningh-Verlag, Paderborn 1957
- Caesar: Bellum civile. Aschendorff, Münster. Textband: 3. Auflage 1963; Kommentar: 4. Auflage 1971.
- Minucius Felix: Octavius. Aschendorffsche Verlagsbuchhandlung, Münster 1967.